# Commission suprême de justice tibétaine
La Commission suprême de justice tibétaine (CSJT)  (Tibetan Supreme Justice Commission (TSJC), tibétain : ཆེས་མཐོའི་ཁྲིམས་ཞིབ་ཁང, Wylie : ches mtho'i khrims zhib khang) est un tribunal tibétain fondé en 1992.

## Fonction
La Commission suprême de justice tibétaine est l'organe judiciaire suprême et l'un des trois piliers les plus importants de la démocratie tibétaine en exil de l'administration centrale tibétaine (ACT). 
En 1991, la Charte des Tibétains en exil aborde, dans un titre, de façon détaillée, le pouvoir judiciaire. Le premier article de ce titre insiste sur la CSJT au sommet de la hiérarchie judiciaire. 
Selon l'article 67 de la Charte, c'est à la CSJT, et non au Parlement, d'établir la législation de cette justice civile en exil. 
Elle a officiellement été fondée conformément à la Charte le 11 mars 1992 à Gangchen Kyishong, siège de l'administration centrale tibétaine à Dharamsala.
La CSJT travailla pendant 5 ans avec des juristes indiens et américains à la rédaction de ses trois codes formant le corps de règles de cette institution depuis le 28 mars 1996.  Il s'agit du code judiciaire, composé de 9 chapitres et 84 sections, du code de procédure civile tibétaine composé de 15 chapitres et 89 sections et du code du régime de la preuve composé de 14 chapitres et 83 sections. Le chapitre VI du code judiciaire spécifie la création d'un centre de développement et de recherche. 
La Commission suprême de justice tibétaine est composée du commissaire en chef de la justice et de deux autres commissaires à la justice. Ils sont nommés par le Parlement tibétain en exil par élection parmi les candidats présentés par le comité de sélection, constitué par un commissaire en chef de la justice, le président et vice-président du parlement tibétain en exil et le sikyong (président tibétain).
La CSJT a émis sa première décision le 20 février 1998, alors que la hiérarchie de l'institution se mettait en place. Elle concernait une plainte d'un député tibétain contre Tibet Times, reprochant au journal d'avoir écrit que le député avait diffamé des membres de l'ACT lors d'une visite au Népal. La décision de la CSJT montre sa volonté de compromis, demandant au Tibet Times de payer 3000 roupies en compensation au député, et à ce dernier de payer les frais engagés en raison de ses allégations contradictoires. Le 28 février 1998, Tibet Times critiqua la décision pouvant atteindre la liberté d'expression, tandis que la Tibetan Review estimait qu'elle était de bon augure pour la démocratie tibétaine naissante. La fondation de l'Association des journalistes tibétains en exil est une conséquence de cette affaire. L'association a adopté une charte d'éthique et déontologique pour améliorer la qualité d'édition.

## Commissaires en chef ou présidents
- Lobsang Dargyal (11 mars 1992 – 19 septembre 2002)
- Jadur Sonam Sangpo (2002-2004)[6]
- Namgyal Tsering Dralnang (2004-2009)[7]
- Ngawang Phelgyal Gyechen (16 octobre 2009-2014)[8]
- Kargyu Dhondup (2014- 2019)[9],[10]
- Sonam Norbu Dagpo (2019[11]-15 novembre 2023[12])
- Karma Damdul[13]
- Yeshi Wangmo (avril 2025[14]-)